# Union panafricaine pour la démocratie sociale
 (mars 2012).
Si vous disposez d'ouvrages ou d'articles de référence ou si vous connaissez des sites web de qualité traitant du thème abordé ici, merci de compléter l'article en donnant les références utiles à sa vérifiabilité et en les liant à la section « Notes et références ».
L'Union panafricaine pour la démocratie sociale, UPADS, est un parti politique congolais créé par Pascal Lissouba, ancien président de la république du Congo.
Son emblème - « trois palmiers symbolisant des générations en croissance » - est créé par Martin Kimpo.
À la suite du départ de Pascal Lissouba du pouvoir en 1997, l'UPADS devient l'un des principaux partis d'opposition du pays et le seul à disposer d'un groupe parlementaire à l'Assemblée nationale,.

## Élections présidentielles
- 1992 : Pascal Lissouba (élu) (35,89 % ; 61,32 %)
- 2002 : Joseph Kignoumbi Kia Mboungou (2,76 %)